# Arthez-d'Asson
Pour les articles homonymes, voir Arthez et Asson.
Arthez-d'Asson (prononcé [aʁtɛz dasɔ̃]) est une commune française, située dans le département des Pyrénées-Atlantiques en région Nouvelle-Aquitaine.

## Géographie

### Localisation
La commune d'Arthez-d'Asson se trouve dans le département des Pyrénées-Atlantiques, en région Nouvelle-Aquitaine.
Elle se situe à 32 km par la route de Pau, préfecture du département, et à 11 km de Nay, bureau centralisateur du canton d'Ouzom, Gave et Rives du Neez dont dépend la commune depuis 2015 pour les élections départementales.
La commune fait en outre partie du bassin de vie de Pau.
Les communes les plus proches sont : 
Lestelle-Bétharram (5,6 km), Asson (5,7 km), Bruges-Capbis-Mifaget (5,9 km), Montaut (6,1 km), Saint-Pé-de-Bigorre (7,7 km), Igon (7,9 km), Ferrières (9,0 km), Coarraze (9,1 km).
Sur le plan historique et culturel, Arthez-d'Asson fait partie de la province du Béarn, qui fut également un État et qui présente une unité historique et culturelle à laquelle s’oppose une diversité frappante de paysages au relief tourmenté.

### Communes limitrophes
Arthez-d'Asson n'est limitrophe avec Bruges-Capbis-Mifaget que sur environ 500 mètres et forme presque une enclave au milieu du territoire d'Asson.
Les communes limitrophes sont  Asson et Bruges-Capbis-Mifaget.
| Bruges-Capbis-Mifaget |                |       |
|                       | Arthez-d'Asson |       |
|                       |                | Asson |

### Hydrographie

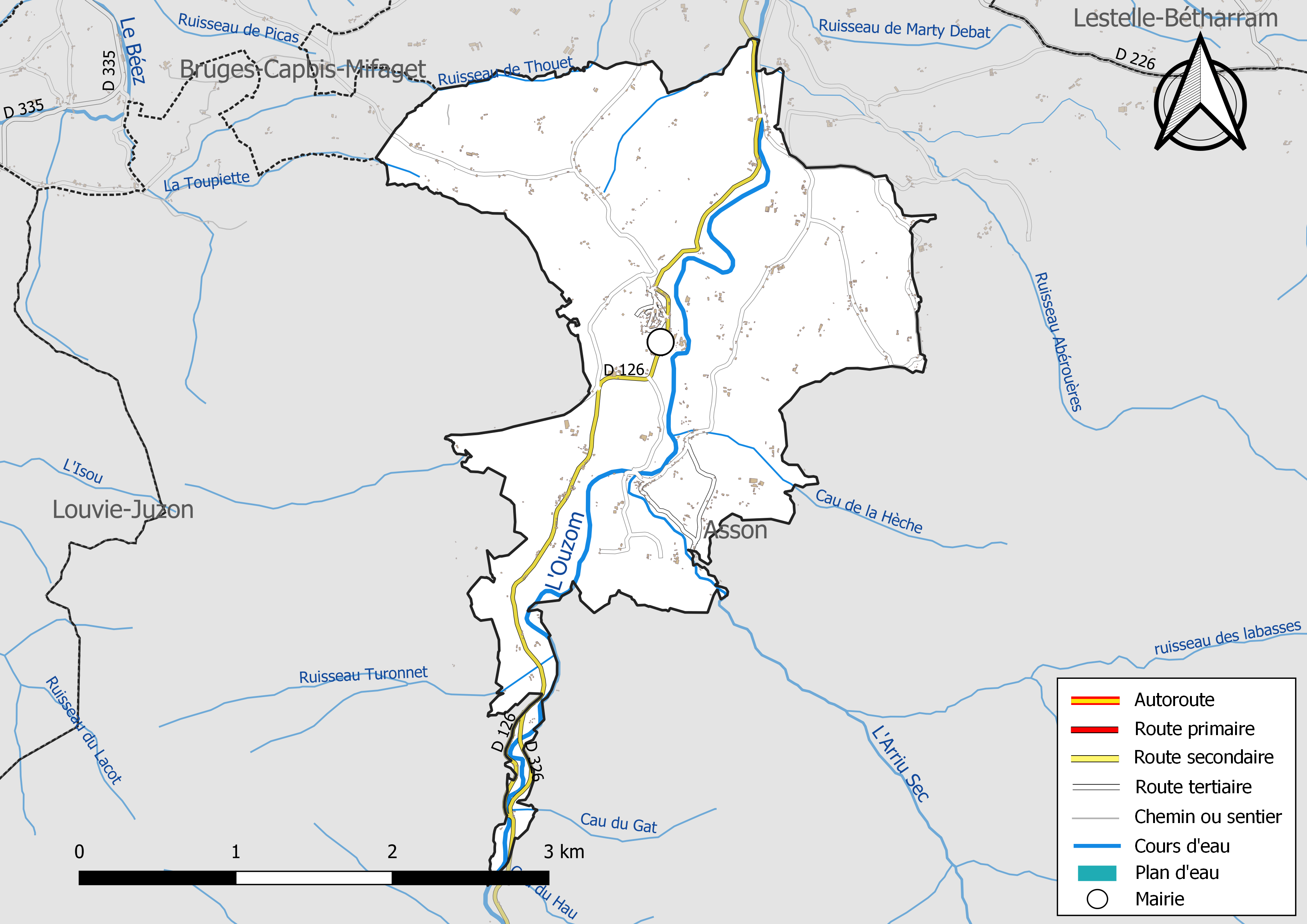
Réseaux hydrographique et routier d'Arthez-d'Asson.

La commune est drainée par l'Ouzoum, L'Arriu Sec, Cau de la Hèche, Cau du Gat, Cau du Hau, la Toupiette, le ruisseau de Thouet, le ruisseau Turonnet, et par divers petits cours d'eau, constituant un réseau hydrographique de 11 km de longueur totale,.
L'Ouzoum, d'une longueur totale de 33,2 km, prend sa source dans la commune de Béost et s'écoule du sud vers le nord. Il traverse la commune et se jette dans le gave de Pau à Igon, après avoir traversé 8 communes.

### Climat
Pour des articles plus généraux, voir Climat de la Nouvelle-Aquitaine et Climat des Pyrénées-Atlantiques.
Historiquement, la commune est exposée à un climat de montagne.  
En 2020, Météo-France publie une typologie des climats de la France métropolitaine dans laquelle la commune est toujours exposée à un climat de montagne et est dans la région climatique Pyrénées atlantiques, caractérisée par une pluviométrie élevée (>1 200 mm/an) en toutes saisons, des hivers très doux (7,5 °C en plaine) et des vents faibles.
Pour la période 1971-2000, la température annuelle moyenne est de 13,3 °C, avec une amplitude thermique annuelle de 13,3 °C. Le cumul annuel moyen de précipitations est de 1 338 mm, avec 11,4 jours de précipitations en janvier et 10,6 jours en juillet. Pour la période 1991-2020, la température moyenne annuelle observée sur la station météorologique la plus proche, située sur la commune d'Asson à 6 km à vol d'oiseau, est de 13,2 °C et le cumul annuel moyen de précipitations est de 1 376,5 mm,. Pour l'avenir, les paramètres climatiques de la commune estimés pour 2050 selon différents scénarios d’émission de gaz à effet de serre sont consultables sur un site dédié publié par Météo-France en novembre 2022.

### Milieux naturels et biodiversité

#### Réseau Natura 2000
Le réseau Natura 2000 est un réseau écologique européen de sites naturels d'intérêt écologique élaboré à partir des Directives « Habitats » et « Oiseaux », constitué de zones spéciales de conservation (ZSC) et de zones de protection spéciale (ZPS).
Un site Natura 2000 a été défini sur la commune au titre de la « directive Habitats », : 
- le « gave de Pau », d'une superficie de 8 194 ha, un vaste réseau hydrographique avec un système de saligues[Note 4] encore vivace[18] et une au titre de la « directive Oiseaux »[17],[Carte 3] :
- les « pics de l'Estibet et de Mondragon », d'une superficie de 4 648 ha, sont une zone de montagne de moyenne à haute altitude avec occupation du sol alternant habitats ouverts, forestiers et rupestre[19].

#### Zones naturelles d'intérêt écologique, faunistique et floristique
L’inventaire des zones naturelles d'intérêt écologique, faunistique et floristique (ZNIEFF) a pour objectif de réaliser une couverture des zones les plus intéressantes sur le plan écologique, essentiellement dans la perspective d’améliorer la connaissance du patrimoine naturel national et de fournir aux différents décideurs un outil d’aide à la prise en compte de l’environnement dans l’aménagement du territoire.
Deux ZNIEFF de type 2 sont recensées sur la commune, : 
- les « massifs calcaires de l'Estibète, du Granquet et du Pibeste, forêt de Très Crouts, vallée du Bergons et crêtes » (17 870,6 ha), couvrant 24 communes dont 3 dans les Pyrénées-Atlantiques et 21 dans les Hautes-Pyrénées[21] ;
- le « réseau hydrographique du gave de Pau et ses annexes hydrauliques » (3 000,84 ha), couvrant 71 communes dont 10 dans les Landes, 59 dans les Pyrénées-Atlantiques et 2 dans les Hautes-Pyrénées[22].

## Urbanisme

### Typologie
Au 1er janvier 2024, Arthez-d'Asson est catégorisée commune rurale à habitat dispersé, selon la nouvelle grille communale de densité à sept niveaux définie par l'Insee en 2022.
Elle est située hors unité urbaine. Par ailleurs la commune fait partie de l'aire d'attraction de Pau, dont elle est une commune de la couronne,. Cette aire, qui regroupe 227 communes, est catégorisée dans les aires de 200 000 à moins de 700 000 habitants,.

### Occupation des sols

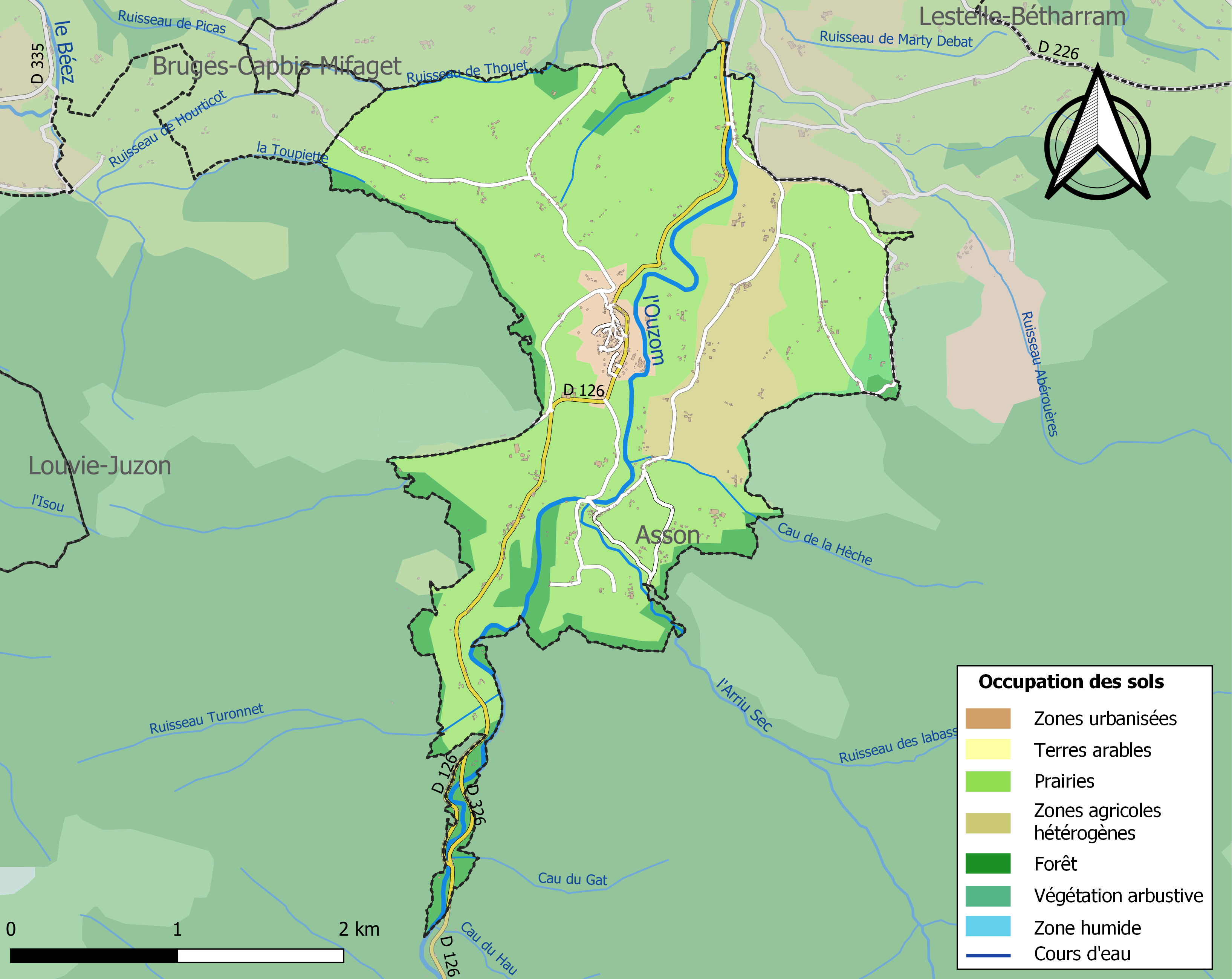
Carte des infrastructures et de l'occupation des sols de la commune en 2018 (CLC).

L'occupation des sols de la commune, telle qu'elle ressort de la base de données européenne d’occupation biophysique des sols Corine Land Cover (CLC), est marquée par l'importance des territoires agricoles (83,9 % en 2018), une proportion identique à celle de 1990 (83,9 %). La répartition détaillée en 2018 est la suivante : 
prairies (71,6 %), zones agricoles hétérogènes (12,3 %), forêts (11,1 %), zones urbanisées (3,4 %), milieux à végétation arbustive et/ou herbacée (1,6 %). L'évolution de l’occupation des sols de la commune et de ses infrastructures peut être observée sur les différentes représentations cartographiques du territoire : la carte de Cassini (XVIIIe siècle), la carte d'état-major (1820-1866) et les cartes ou photos aériennes de l'IGN pour la période actuelle (1950 à aujourd'hui).

### Lieux-dits et hameaux
- Les Aoules[6]
- Arbes[6]
- Arrascles dessus[6]
- Arrecgros[6]
- Arrecous[6]
- Arribarrouy[6]
- Boué[6]
- Canet[6]
- La Cantine[6]
- Chartou[6]
- Chourettes[6]
- Chourrist[6]
- Pé de la Coumette[6]
- Garrenot[6],[27]
- Guilhamet[6]
- Guilhem[6]
- Habout[6]
- Clot du Hour[6]
- Hourna[6]
- Jacob[6]
- Labède[6]
- Lacoue[6]
- Lanot[6]
- Larrabe[6]
- Maupas[6]
- Le Pont du Moulin[6]
- Panan[6]
- Peyré[6]
- La Pine[6]
- Cot de Tisnès[6]
- Tort[6]
- Turounet[6]

### Voies de communication et transports
La commune est desservie par la route départementale D 126.
Le col de Spandelles constitue un passage entre Argelès-Gazost et Arthez-d'Asson, évitant de faire un détour par Lourdes. Il est traversé par une route secondaire reliant la D 426 à la D 921.
La ligne 809 du réseau interurbain des Pyrénées-Atlantiques, qui mène de Ferrières à Nay, possède un arrêt sur la commune.

### Risques majeurs
Le territoire de la commune d'Arthez-d'Asson est vulnérable à différents aléas naturels : météorologiques (tempête, orage, neige, grand froid, canicule ou sécheresse), inondations, feux de forêts et séisme (sismicité moyenne). Un site publié par le BRGM permet d'évaluer simplement et rapidement les risques d'un bien localisé soit par son adresse soit par le numéro de sa parcelle.
Certaines parties du territoire communal sont susceptibles d’être affectées par le risque d’inondation par une crue torrentielle ou à montée rapide de cours d'eau, notamment l'Ouzoum. La commune a été reconnue en état de catastrophe naturelle au titre des dommages causés par les inondations et coulées de boue survenues en 1982, 1987, 2001, 2009, 2011 et 2013,.
Arthez-d'Asson est exposée au risque de feu de forêt. En 2020, le premier plan de protection des forêts contre les incendies (PDPFCI) a été adopté pour la période 2020-2030. La réglementation des usages du feu à l’air libre et les obligations légales de débroussaillement dans le département des Pyrénées-Atlantiques font l'objet d'une consultation de public ouverte du 16 septembre au 7 octobre 2022,.

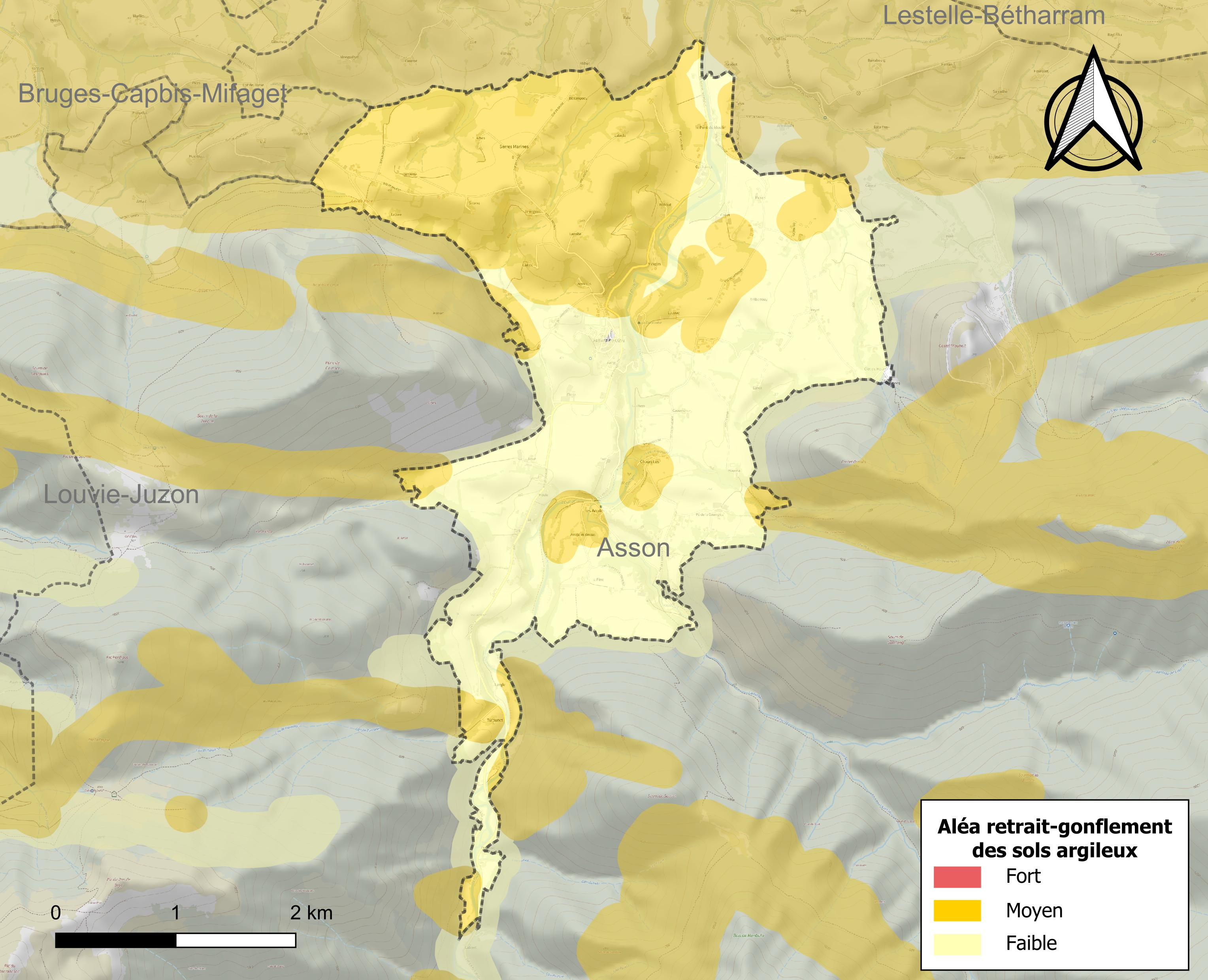
Carte des zones d'aléa retrait-gonflement des sols argileux d'Arthez-d'Asson.

Le retrait-gonflement des sols argileux est susceptible d'engendrer des dommages importants aux bâtiments en cas d’alternance de périodes de sécheresse et de pluie. 46,2 % de la superficie communale est en aléa moyen ou fort (59 % au niveau départemental et 48,5 % au niveau national). Depuis le 1er octobre 2020, en application de la loi ELAN, différentes contraintes s'imposent aux vendeurs, maîtres d'ouvrages ou constructeurs de biens situés dans une zone classée en aléa moyen ou fort,.

## Toponymie
Le toponyme Asson apparaît sous la forme 
Saint-Paul d'Asson sur la carte de Cassini (XVIIIe siècle). Cette même carte indique) 
Arthez-deça, Arthez-dela et Arthez-darrer. Michel Grosclaude indique que le toponyme Arthez pourrait être formé du radical méditerranéen arte (« chêne vert » puis  « broussailles »), et du suffixe collectif basque -etz. Il propose donc le sens « végétation de broussaille ».
Son nom béarnais est Artés-d’Asson ou Artès-d’Assoû.
Paul Raymond mentionne en 1863 un hameau du nom de le Bourdalat.
Balibot et Garrenot sont des hameaux d’Arthez-d’Asson, déjà cités en 1863, dans le dictionnaire topographique Béarn-Pays basque.

## Histoire
Paul Raymond note que la commune fut formée en 1749 par la réunion des hameaux d'Arthez-deçà et d'Arthez-delà, démembrés de la commune d'Asson.

## Politique et administration

### Liste des maires
| Période | Période  | Identité              | Étiquette | Qualité                        |
| ------- | -------- | --------------------- | --------- | ------------------------------ |
| 1802    |          | Charles d'Angosse     |           | nommé chambellan de l’empereur |
| 1983    | 1989     | Georges Nabarra       |           |                                |
| 1995    | 2008     | Michel Dourau         |           |                                |
| 2008    | En cours | Jean-Jacques Laffitte | DVG       | Retraité                       |

### Intercommunalité
Arthez-d'Asson appartient à quatre structures intercommunales :
- la communauté de communes du Pays de Nay ;
- le syndicat d’eau potable et d’assainissement du Pays de Nay (SEAPAN) ;
- le syndicat d'énergie des Pyrénées-Atlantiques ;
- le syndicat mixte du bassin du gave de Pau.

## Population et société

### Démographie
Les habitants sont appelés les Arthéziens,.
L'évolution du nombre d'habitants est connue à travers les recensements de la population effectués dans la commune depuis 1793. Pour les communes de moins de 10 000 habitants, une enquête de recensement portant sur toute la population est réalisée tous les cinq ans, les populations de référence des années intermédiaires étant quant à elles estimées par interpolation ou extrapolation. Pour la commune, le premier recensement exhaustif entrant dans le cadre du nouveau dispositif a été réalisé en 2008.

En 2022, la commune comptait 458 habitants, en évolution de −8,76 % par rapport à 2016 (Pyrénées-Atlantiques : +3,78 %, France hors Mayotte : +2,11 %).
| 1793  | 1800 | 1806  | 1821  | 1831  | 1836  | 1841  | 1846  | 1851  |
| ----- | ---- | ----- | ----- | ----- | ----- | ----- | ----- | ----- |
| 1 102 | 977  | 1 011 | 1 148 | 1 372 | 1 320 | 1 380 | 1 313 | 1 279 |

| 1856  | 1861  | 1866  | 1872  | 1876  | 1881  | 1886  | 1891  | 1896  |
| ----- | ----- | ----- | ----- | ----- | ----- | ----- | ----- | ----- |
| 1 275 | 1 220 | 1 243 | 1 043 | 1 075 | 1 042 | 1 183 | 1 137 | 1 152 |

| 1901  | 1906  | 1911  | 1921 | 1926 | 1931 | 1936 | 1946 | 1954 |
| ----- | ----- | ----- | ---- | ---- | ---- | ---- | ---- | ---- |
| 1 116 | 1 162 | 1 179 | 893  | 874  | 850  | 785  | 687  | 621  |

| 1962 | 1968 | 1975 | 1982 | 1990 | 1999 | 2006 | 2008 | 2013 |
| ---- | ---- | ---- | ---- | ---- | ---- | ---- | ---- | ---- |
| 581  | 538  | 510  | 478  | 466  | 508  | 503  | 501  | 514  |

| 2018 | 2022 | - | - | - | - | - | - | - |
| ---- | ---- | - | - | - | - | - | - | - |
| 480  | 458  | - | - | - | - | - | - | - |

Arthez-d'Asson fait partie de l'aire d'attraction de Pau.

### Enseignement
Arthez-d'Asson dispose d'une école primaire.

## Économie
La commune fait partie de la zone d'appellation de l'ossau-iraty.

## Culture locale et patrimoine

### Lieux et monuments

#### Patrimoine civil
L'ancienne ligne de chemin de fer de la commune transportait le minerai de la mine de Baburet.
L'ancienne forge d'Asson fut construite vers 1680.

#### Patrimoine religieux
L'église Saint-Paul fut édifiée de 1906 à 1908.

### Chant
Le groupe de chanteurs béarnais d'Arthez-d'Asson Los de l'Ouzom fut créé dans les années 80.

### Personnalités liées à la commune

#### Nées auXVIIIesiècle
- Jean-Paul d'Angosse, né en 1732 à Lembeye et décédé en 1798 à Arthez-d'Asson, est un militaire, maître de forges, homme politique français ;
- Armand d'Angosse, né en 1776 à Arthez-d'Asson et mort en 1852 à Corbère, est un homme politique français et maître de forges ;
- Charles d'Angosse, né en 1774 à Arthez-d'Asson et décédé en 1835 à Paris, est un maître de forges, administrateur et homme politique français.

#### Nées auXIXesiècle
- Jean Espagnolle, né en 1828 à Ferrières et décédé en 1918 à Arthez-d'Asson, est un homme d'église, prêtre et chanoine honoraire ;
- Henri Bremond, né en 1865 à Aix-en-Provence et décédé en 1933 à Arthez-d'Asson, est un homme d'église, historien et critique littéraire français, membre de l'Académie française.